# Milford (Iowa)
Pour les articles homonymes, voir Milford.
Milford est une ville du comté de Dickinson, en Iowa, aux États-Unis. Elle est incorporée le 12 janvier 1892.

## Source de la traduction
- (en) Cet article est partiellement ou en totalité issu de l’article de Wikipédia en anglais intitulé « Milford, Iowa » (voir la liste des auteurs).